# Південнобузький заказник
Південнобузький заказник — іхтіологічний заказник місцевого значення в Україні. Розташований на території Арбузинського району Миколаївської області, у межах Мигіївської сільської ради.
Площа — 40 га. Статус надано згідно з рішенням Миколаївської обласної ради від № 448 від 23.10.1984 року задля збереження водної та берегової лінії річки Південний Буг.
Заказник займає обидві частини берегів річки Південний Буг зі скелястими виходами, розташований на південний схід від села Куріпчине.